# Сайто, Ёсукэ
Ёсукэ Са́йто (яп. 斎藤 陽介 Сайто: Ё:сукэ, род. 7 апреля 1988, Токио) — японский футболист, нападающий.

## Биография
В футбол Ёсукэ Сайто начал играть в клубе «Тайсидо», позднее перейдя в спортивную школу «Иокогама Ф. Маринос». В 2007 году он начал играть за основную команду и дебютировал в Первом дивизионе Джей-лиги. Также в это время Ёсукэ Сайто занимался игрой на фортепиано, и даже выступил на одной презентации клуба «Иокогама Ф. Маринос» 17 января 2009 года, за что получил прозвище человек-пианино (яп. ピアノマン).
Летом 2010 года Ёсукэ Сайто был отдан в аренду клубу «Цвайген Канадзава» до конца сезона, который играл в Японской Футбольной Лиге. После возвращения в «Иокогама Ф. Маринос», в начале 2011 года, он покидает ряды клуба и присоединяется к сингапурскому клубу «Альбирекс Ниигата» — фарм-клуб одноимённого японского клуба. В составе «Альбирекс Ниигата» Ёсукэ Сайто выигрывает Кубок Лиги, а также добирается до финала Кубка Сингапура по футболу.
В январе 2012 года Ёсукэ Сайто отправился на просмотр в латвийский клуб «Гулбене», в ряды которого вскоре и вступил. В чемпионате Латвии он забил 5 первых голов команды. В мае был признан лучшим игроком месяца. 1 июля 2012 года было объявлено о его переходе в «Вентспилс».
В феврале 2013 года Ёсукэ Сайто подписал контракт с российским клубом «Уфа», сроком на 2,5 года.
20 мая 2014 года подписал контракт с СФК «Слуцк».